# اوتورینو چلی
اوتورینو چلی (ایتالیایی: Ottorino Celli؛ زادهٔ ۱۸۹۰) دوچرخه‌سوار اهل ایتالیا است.

## باشگاهی
از باشگاه‌هایی که در آن رکاب زده‌است می‌توان به تیم دوچرخه‌سواری بیانکی اشاره کرد.